# Останній жарт Мейбл
Останній жарт Мейбл (англ. Mabel's Latest Prank) — американська короткометражна кінокомедія Мака Сеннета 1914 року з Мейбл Норманд в головній ролі.

## У ролях
- Мейбл Норманд — Мейбл
- Чарльз Беннетт — роботодавець Мейбл
- Генк Манн
- Мак Сеннет
- Слім Саммервілл